# بارانگر
بارانگر
شهر بارانگر (به انگلیسی: Baranagar) با جمعیت ۲۶۸٫۵۹۱ نفر در ایالت بنگال غربی در کشور هند واقع شده‌است.